# ムラサキマシコ
ムラサキマシコ（紫猿子) (学名: Carpodacus purpureus）とは、スズメ目アトリ科に分類される鳥類の一種。

## 分布
- 新北区に生息する。